# پرودوآ کانچیل
پرودوآ کانچیل (Perodua Kancil) خودرویی است که در سال‌های ۱۹۹۴–۲۰۰۹ توسط شرکت مالزیایی پرودوآ تولید شده‌است. این خودرو نخستین محصول شرکت پرودوآ یک سال پس از تأسیس آن بود.
این خودرو در کلاس خودرو کی قرار گرفته، طراحی آن خودروهای موتور جلو-محور جلو بوده طول آن در حالت طبیعی ۳٬۳۴۵ میلیمتر (۱۳۱٫۷ اینچ)، عرض آن در حالت طبیعی ۱٬۳۹۵ میلیمتر (۵۴٫۹ اینچ)، ارتفاع آن در حالت طبیعی ۱٬۴۱۵ میلیمتر (۵۵٫۷ اینچ) و وزن آن در حالت طبیعی ۶۲۳ کیلوگرم (۱٬۳۷۳ پوند) است.